# 윌란반도

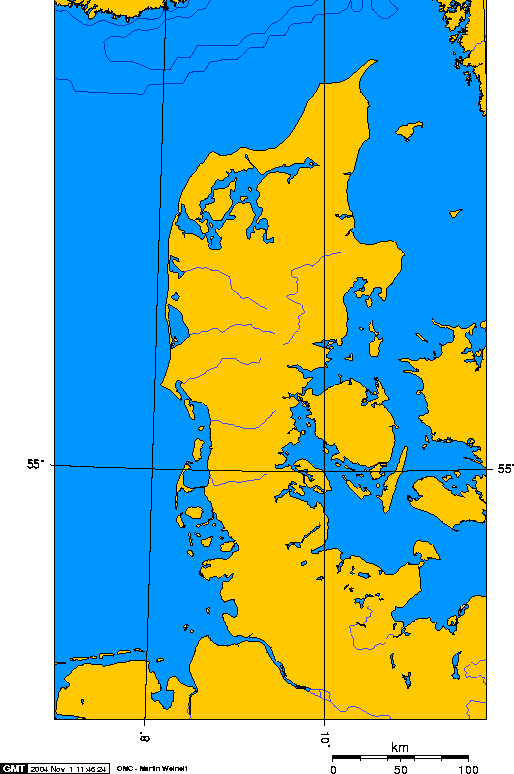
윌란반도

윌란반도(덴마크어: Jylland Halvø 윌란 할뵈[*] 문화어: 위틀란 반도) 또는 유틀란트반도(독일어: Jütland Halbinse 위틀란트 할빈제[*])는 덴마크와 독일에 걸쳐 있는 북유럽의 반도이다. 면적은 29,775 km2, 인구는 2,491,852명이다.

## 지리
서쪽으로는 북해, 북쪽으로는 스카게라크 해협, 동쪽으로는 카테가트 해협과 발트해, 남쪽으로는 독일과의 경계를 형성한다.
윌란반도의 북쪽 2/3는 덴마크의 영토인데 북윌란 지역, 중앙윌란 지역, 남덴마크 지역이 윌란반도에 속한다. 반도의 북쪽 끝 부분은 1825년 홍수로 인해 림 협만이 생겨나 섬으로 떨어져 나갔다. 이 섬이 벤쉬셀튀섬이며, 아직도 반도의 일부로 취급된다. 윌란반도의 남쪽 1/3은 독일의 슐레스비히홀슈타인주에 속하며, 역사적으로 슐레스비히와 홀슈타인 공작령에 해당한다.

## 역사
스코네, 셸란섬과 함께 덴마크의 역사적 지역으로 여겨졌으며 고대에는 게르만족의 분파 가운데 하나인 킴브리족이 거주했다. 450년경에는 유럽 대륙에 거주하던 앵글인, 색슨인, 유트인이 그레이트브리튼섬으로 이주했는데 앵글인은 그레이트브리튼섬에 잉글랜드라는 이름의 왕국을 수립했다.
8세기부터는 데인인이 프랑크인의 침공에 방어하기 위해 윌란반도 남부에서 북해, 발트해에 이르는 거대한 요새를 건립했다. 윌란반도 최남단에 거주하던 색슨인은 772년부터 804년까지 일어난 색슨 전쟁 이전까지 이교를 숭배했지만 카롤루스 대제가 이끄는 프랑크 왕국 군대에 정복되면서부터 기독교로 개종하게 된다.
18세기 말에는 아이더 운하, 1895년에는 킬 운하가 개통되면서 윌란반도는 발트 해와 북해를 오가는 교통의 중심지로 여겨졌다. 제1차 세계 대전이 진행 중이던 1916년에는 영국 해군과 독일 제국 해군 간의 유틀란트 해전이 벌어졌다.